# Momčilo Krajišnik
Momčilo Krajišnik (cirílico: Момчило Крајишник) em Zabrnje, no município de Novi Grad, (Sarajevo, 20 de janeiro de 1945 - Banja Luka, 15 de setembro de 2020) foi um antigo político sérvio bósnio condenado por assassinato e outros crimes contra a humanidade cometidos durante a Guerra da Bósnia (1992-1995).
Foi um dos fundadores do partido nacionalista sérvio-bósnio, o Partido Democrático Sérvio (SDS), juntamente com Radovan Karadžić.
Entre 1990 e 1992, foi presidente da Assembleia Nacional da República Srpska e, entre junho e dezembro de 1992, membro da expandida Presidência da República Servo-Bósnia.
Após a Guerra da Bósnia, se tornou o representante sérvio na Presidência da Bósnia e Herzegovina formada por três membros de 1996 a 1998. Perdeu sua candidatura para a reeleição em 1998 para Živko Radišić.
Em 2006, foi considerado culpado de cometer crimes contra a humanidade durante a Guerra da Bósnia pelo Tribunal Penal Internacional para a ex-Iugoslávia (TPIJ) e está atualmente na prisão, cumprindo pena de 20 anos.

## Morte
Morreu por complicações de saúde ligadas à COVID-19, durante a pandemia de COVID-19 em Banja Luka, na República Srpska. No final de agosto de 2020 fora internado no hospital em Banja Luka devido a um agravamento do estado de saúde após ter contraído o novo coronavírus.